# 262P/McNaught-Russell
262P/McNaught-Russell, komet Jupiterove obitelji, objekt blizu Zemlji